# Fatih Atik
Pour les articles homonymes, voir Atik.
Fatih Atik, dit « le hérisson », est un footballeur français d'origine turque, né le 25 juin 1984 à Gleizé  et évolue au poste de milieu offensif.

## Biographie
Fatih Atik commence la pratique du football à l'AS Limas, petit club du Rhône jouxtant Villefranche-sur-Saône. À l'adolescence, il part pour le FC Bourg-Péronnas, où il se fait repérer par Fleury Di Nallo, lequel a des liens étroits avec Louis Nicollin, le président emblématique du Montpellier HSC. Il fait toutes ses classes dans ce club puis fait ses grands débuts en Ligue 1 le 18 octobre 2003 contre Guingamp (2-0) en rentrant à la 85e minute à la place de Geoffrey Doumeng. Malgré la descente du club en Ligue 2, il reste à Montpellier et réalise de bonnes saisons, mais il est de plus en plus mis sur le côté.
En juin 2007, il essaye de négocier un départ en Turquie au Sivasspor mais son transfert ne se fait pas car l'accord entre les deux clubs est rompu. Ce faux transfert fait perdre 6 mois à Fatih. L'arrivée de Rolland Courbis comme entraîneur va définitivement le reléguer sur le banc de touche, voire avec l'équipe réserve, qui évolue en CFA.
En manque de temps de jeu, il signe donc librement au Tours FC pour jouer en National et réalise une demi saison assez convaincante en marquant 3 fois lors de 15 matchs. Continuant sur sa bonne lancée, il réalise de bons matches en Ligue 2 et devient l'un des éléments clés de l'équipe tourangelle.
Après deux ans et demi au club de Tours, il laissé libre au mois de juin 2010. Le 8 juillet, après avoir fait faux bond au SCO Angers, il s'engage avec l'Union sportive Boulogne Côte d'Opale.
Il reste seulement une saison à Boulogne, et signe gratuitement chez le promu à Guingamp pour un contrat de deux ans. Il participe ainsi à la remontée du club en L1 lors de la saison 2012-2013, et y remporte la Coupe de France lors de la saison suivante.
En août 2014, alors que son contrat à Guingamp n'est pas renouvelé, il signe au Trabzonspor en Turquie pour une durée de deux ans.

## Profil du joueur
De petit gabarit - il ne mesure que 1,75 mètre - Fatih Atik exploite tous les avantages de sa taille, en étant vif et très accrocheur. 
Sa technique pure est nettement supérieure à la moyenne des joueurs de Ligue 2, et il aime provoquer son vis-à-vis, pour le déborder et offrir à ses attaquants des centres toujours très précis.
Bon tireur de coups de pied arrêtés, il a souvent en charge les corners, grâce auxquels il amène le danger dans la surface de réparation adverse. S'il n'est pas un buteur exceptionnel- son meilleur total sur une saison est de sept buts - il sait cependant marquer. Disposant d'une bonne frappe de balle, il n'hésite pas à prendre sa chance de loin...

## Statistiques
| Saison                | Club                  | Championnat           | Championnat | Championnat | Coupe nationale | Coupe nationale | Coupe de la Ligue | Coupe de la Ligue | Compétition(s) continentale(s) | Compétition(s) continentale(s) | Compétition(s) continentale(s) | Total | Total |
| Saison                | Club                  | Division              | M.          | B.          | M.              | B.              | M.                | B.                | Comp.                          | M.                             | B.                             | M.    | B.    |
| 2003-2004             | Montpellier HSC       | 1                     | 6           | 0           | -               | -               | 1                 | 0                 | -                              | -                              | -                              | 7     | 0     |
| 2004-2005             | Montpellier HSC       | 2                     | 32          | 6           | -               | -               | 4                 | 2                 | -                              | -                              | -                              | 36    | 8     |
| 2005-2006             | Montpellier HSC       | 2                     | 14          | 1           | 2               | 0               | 1                 | 0                 | -                              | -                              | -                              | 17    | 1     |
| 2006-2007             | Montpellier HSC       | 2                     | 26          | 0           | 4               | 0               | 1                 | 0                 | -                              | -                              | -                              | 31    | 0     |
| 2007-2008             | Tours FC              | 3                     | 16          | 3           | 1               | 1               | -                 | -                 | -                              | -                              | -                              | 17    | 4     |
| 2008-2009             | Tours FC              | 2                     | 37          | 5           | 2               | 1               | 1                 | 0                 | -                              | -                              | -                              | 40    | 6     |
| 2009-2010             | Tours FC              | 2                     | 34          | 7           | 3               | 0               | 2                 | 0                 | -                              | -                              | -                              | 39    | 7     |
| 2010-2011             | US Boulogne           | 2                     | 33          | 1           | 3               | 0               | 3                 | 1                 | -                              | -                              | -                              | 39    | 2     |
| 2011-2012             | EA Guingamp           | 2                     | 37          | 5           | 2               | 0               | 3                 | 0                 | -                              | -                              | -                              | 42    | 5     |
| 2012-2013             | EA Guingamp           | 2                     | 33          | 5           | 2               | 0               | -                 | -                 | -                              | -                              | -                              | 35    | 5     |
| 2013-2014             | EA Guingamp           | 1                     | 28          | 2           | 5               | 1               | -                 | -                 | -                              | -                              | -                              | 33    | 3     |
| 2014-2015             | Trabzonspor           | 1                     | 26          | 0           | 4               | 0               | -                 | -                 | C3                             | 8                              | 0                              | 38    | 0     |
| 2015-2016             | Trabzonspor           | 1                     | 3           | 0           | 1               | 0               | -                 | -                 | C3                             | 1                              | 0                              | 5     | 0     |
| 2016-2017             | Karabükspor           | 1                     | 1           | 0           | 1               | 0               | -                 | -                 | -                              | -                              | -                              | 2     | 0     |
| 2017-2018             | Giresunspor           | 2                     | 25          | 3           | 4               | 2               | -                 | -                 | -                              | -                              | -                              | 29    | 5     |
| 2017-2018             | Giresunspor           | 2                     | 4           | 0           | 3               | 0               | -                 | -                 | -                              | -                              | -                              | 7     | 0     |
| Total sur la carrière | Total sur la carrière | Total sur la carrière | 355         | 38          | 37              | 5               | 16                | 3                 | -                              | 9                              | 0                              | 417   | 46    |

## Palmarès
- Coupe de France : 2014